# Rhyticeros subruficollis
Rhyticeros subruficollis (лат.) — вид птиц из семейства птиц-носорогов (Bucerotidae). Подвидов не выделяют.

## Распространение
Юг Мьянмы, запад и юг Таиланда и север Малайского полуострова. Сообщения о наблюдениях этих птиц на севере Мьянмы, в Индии и на Суматре объясняются ошибками распознавания.

## Описание
Длина тела 65-70 см. Вес самца 1815—2270 г. Большая чёрная птица-носорог с коротким белым хвостом. У самца макушка и затылок темно-рыжевато-коричневые, боковые стороны головы и участок вниз от них к верхней части грудки кремово-белый; клюв бледно-желтый, основание клюва красно-коричневое. Гребень (каска) с низко расположенной складкой, желтовато-белая с красно-коричневым; голая кожа вокруг глаз пурпурно-красная, обширный «надувной» участок кожи на горле (горловой мешок) желтого цвета. От очень похожего внешне Rhyticeros undulatus отличаются меньшими размерами, темно-красным основанием клюва, отсутствием гребней на мандибулах, отсутствием темной полосы на горловом мешке. Самка меньше самца, голова и участок вниз к грудке полностью чёрный, горловой мешок синий. Молодые птицы похожи на взрослых самцов, но клюв у них небольшой и гребень (каска) отсутствует.

## Биология
Рацион в основном фруктовый, также едят некоторых мелких живых существ. В кладке 1-3 яйца.